# Qafur Məmmədov
Qafur Nəsir oğlu Məmmədov (ur. 5 marca 1922 w Baku, zm. 19 października 1942 w okolicach Tuapse) – radziecki marynarz odznaczony pośmiertnie Złotą Gwiazdą Bohatera Związku Radzieckiego (1943).
Urodził się w azerskiej rodzinie robotniczej. Skończył szkołę powszechną, pracował w drukarni im. 26 Bakijskich Komisarzy, w sierpniu 1941 został powołany do Armii Czerwonej. Od września 1941 uczestniczył w wojnie z Niemcami, był łącznikiem dowódcy kompanii 232 samodzielnego batalionu piechoty morskiej 56 Armii Frontu Zakaukaskiego. Wyróżnił się w walkach na północny zachód od Tuapse 19 października 1942, gdzie wraz z pozostałymi marynarzami odpierał ataki Niemców, osobiście zabijając 13 żołnierzy wroga; potem zginął. Został pochowany w Tuapse. 31 marca 1943 pośmiertnie otrzymał tytuł Bohatera Związku Radzieckiego i Order Lenina. Jego imieniem nazwano m.in. szkołę piechoty morskiej w Baku, stocznię i ulicę w Baku.